# Musuo
O povo musuo vive no sudoeste da China, mais propriamente na aldeia de Loshui.

## Características
As mulheres que são as gestoras e chefes de família, e não existe casamento, as crianças muitas vezes não conhecem os pais e a violência não existe. Esta sociedade onde as mulheres estão no topo da hierarquia é uma das últimas ainda existentes em todo o mundo. Aos 13 anos, as filhas mulheres recebem um quarto somente para ela, onde podem receber seus namorados durante a noite que vao embora bem cedo quando o dia começa a clarear. A estrutura familiar tem um forte laço pois vivem mae, filhas, filhos e netos, nao tendo a figura do pai em nenhum segmento, não
havendo nunca compromisso financeiro entre pai, mãe e filhos, vivendo todos na mesma propriedade não tendo portando divisao de bens (herança).